# Aérodrome de Briare - Châtillon
L’aérodrome de Briare - Châtillon (code OACI : LFEI) est un aérodrome ouvert à la circulation aérienne publique (CAP), situé sur le territoire de la commune de Briare dans le Loiret (région Centre-Val de Loire, France).
Il est utilisé pour la pratique d’activités de loisirs et de tourisme (aviation légère et aéromodélisme).
C'est l'un des trois aérodromes du Loiret avec ceux de Pithiviers et de Montargis - Vimory.

## Géographie
L'aérodrome est situé à 4 km au sud-est du centre-ville de Briare et à 19 km au sud-est de Gien, dans le canton de Briare, l'arrondissement de Montargis, le département du Loiret et la région Centre-Val de Loire, au nord de la rive droite de la Loire, dans la région naturelle du Giennois.
Les installations sont accessibles via la sortie 20 de l'autoroute A77 et la route départementale 2007.

## Histoire
Dès le mois d’avril 1936, le terrain situé  à proximité des fermes de la Châtre et de la Chabinerie devient un terrain d’aviation militaire.
Durant la Seconde Guerre mondiale, en septembre 1939, il est utilisé par le deuxième groupe de la 51e escadre, équipé d’avions Bloch MB.210 puis à partir d’avril 1940, de Breguets Br.693 armés de bombes de 50 kg.
Le 11 juin 1940, en route pour le château du Muguet dans lequel se tiendra la conférence de Briare, l’avion du Premier ministre du Royaume-Uni Winston Churchill se pose sur l’aérodrome.
L’aérodrome n’est pas utilisé durant la période d’occupation allemande.
L’aéroclub du Giennois est créé le 9 novembre 1945.

## Installations
L’aérodrome dispose d’une piste en herbe orientée est-ouest (13/31), longue de 850 mètres et large de 50.
L’aérodrome n’est pas contrôlé. Les communications s’effectuent en auto-information sur la fréquence de 118,750 MHz.
S’y ajoutent :
- des aires de stationnement ;
- des hangars ;
- une station d’avitaillement en carburant (100LL) et en lubrifiant[3].

## Activités
- Aéro-club : aéroclub du Giennois